# Сурая Пакзад
Сурая Пакзад — афганська активістка, борчиця за права жінок. У 1998 році вона заснувала організацію «Голос жінок», яка займалася освітою дівчат, та надавала жінкам притулок, консультації та професійне навчання. Організація працювала таємно до 2001 року через режим Талібану в Афганістані, який забороняв жінкам учитися та працювати за межами дому. «Голос жінок» став офіційною неурядовою організацією у 2001 році, а в 2002 році вона офіційно зареєструвалася в уряді Афганістану.
У 2008 році Пакзад отримала Міжнародну премію «Найхоробріша жінка» від Державного секретаря США та медаль «Малалі» від президента Афганістану. У 2009 році внесли до списку «Тайм 100».
У 2010 році вона отримала ступінь почесного доктора в Університеті Пенсільванії та почесний ступінь з мистецтва в Коледжі округу Берлінгтон. Цього ж року отримала Глобальну громадянську премію Клінтона. У 2011 році Newsweek назвав її однією із 150 жінок, які сколихнули світ. У 2012 році отримала премію «Жіночий лідер року» від Австрійського фонду жіночих лідерів у Німеччині.